# Entomacrodus strasburgi
Entomacrodus strasburgi är en fiskart som beskrevs av Springer, 1967. Entomacrodus strasburgi ingår i släktet Entomacrodus och familjen Blenniidae. Inga underarter finns listade i Catalogue of Life.